# Алекперов, Микаил Мамедович
Михаи́л (Микаи́л) Маме́дович (Маме́д оглы́) Алекпе́ров (азерб. Mikayıl Məhəmməd oğlu Ələkbərov; 1924—1943) — участник Великой Отечественной войны, разведчик 79-й гвардейской отдельной разведывательной роты 81-й гвардейской стрелковой дивизии 1-й гвардейской армии Степного фронта, Герой Советского Союза (26.10.1943), гвардии красноармеец.

## Биография
Микаил Алекперов родился 23 июля 1924 года в селе Сарай (ныне — в Апшеронском районе) в семье рабочего-нефтяника. По национальности — азербайджанец.
По окончании школы работал на нефтяных промыслах. Детство и юность Алекперова прошли в Баку.
В 1942 году Кировским РВК города Баку был призван в Красную Армию. С апреля 1943 года участник боёв на фронтах Великой Отечественной войны. Разведчик Алекперов особо отличился при форсировании реки Днепр. В ночь на 26 сентября Алекперов с группой разведчиков пробрался в село Бородаевка и, чтобы раскрыть огневую систему врага, они предприняли ночную атаку, в результате чего в течение часа разведчики раскрыли огневые точки противника. На следующий день в бою за село Микаил захватил двух в плен и убил четырёх немецких солдат. Вместе с разведчиками, Алекперов отбил 14 контратак гитлеровцев. 30 сентября он был тяжело ранен в ноги и 13 октября 1943 года умер от развившегося в результате газовой гангрены сепсиса в полевом подвижном госпитале № 869 в селе Щербиновка. Похоронен в селе Рудка Днепровского района Днепропетровской области Украины.
Из наградного листа:

«…Храбрый воин. Одним из первых переправился через реку Днепр. Первым разведал подступы к населенным пунктам на правом берегу. Своевременно давал результаты разведки командиру. Одним из первых бросился в атаку. При очистке села Бородаевка захватил двух немецких солдат в плен и четверых убил.
После того как подразделение закрепилось, товарищ Алекперов вместе с разведчиками отбил 14 контратак противника. В этом бою он убил ещё десять фашистов».

Указом Президиума Верховного Совета СССР от 26 октября 1943 года за образцовое выполнение заданий командования и проявленные мужество и героизм в боях с немецко-фашистскими захватчиками гвардии красноармейцу Алекперову Микаилу Мамедовичу присвоено звание Героя Советского Союза (посмертно).

## Награды
- Медаль «Золотая Звезда» Героя Советского Союза
- Орден Ленина

## Память
- Похоронен в селе Щербиновка (позднее перезахоронен в селе Рудка) Царичанского района Днепропетровской области.
- В поселке Сарай установлен бюст Героя.
- Его имя носят школы в Сарае и Рудке.